# Brachymeles boulengeri
Brachymeles boulengeri là một loài thằn lằn trong họ Scincidae. Loài này được Taylor mô tả khoa học đầu tiên năm 1922.

## Hình ảnh

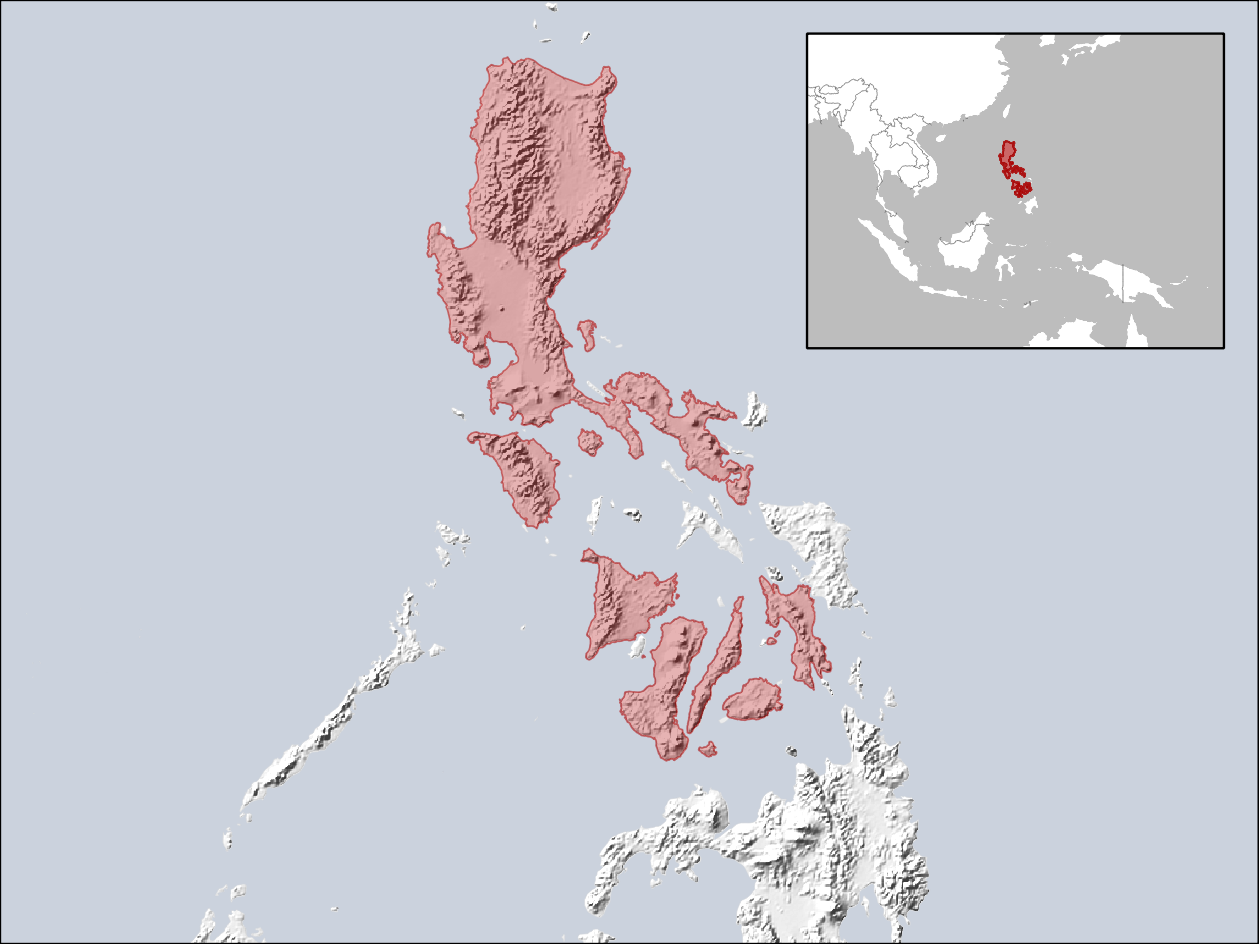